# 人马座V1059
人马座V1059（V1059 Sagittarii）是一颗位于人马座的新星，1898年爆发。 爆发后最亮视星等为4.5。

## 天球坐标
- 赤经：19h01m50s.85
- 赤纬：−13°09'38".7